# Alexandru I al Scoției
Alexandru I (n. 1078, Dunfermline, Scoția, Regatul Unit – d. 23 aprilie 1124, Stirling Castle⁠(d), Scoția, Regatul Unit) a fost regele Scoției din 1107 până la moartea sa.
Alexandru a fost al cincilea fiu al lui Malcolm al III-lea al Scoției și a soției sale Margareta de Wessex, strănepoata lui Eduard Confesorul. Alexandru a fost numit după Papa Alexandru al II-lea. El a fost fratele mai mic a regelui Edgar, care a fost necăsătorit, numindu-l moștenitor în 1104.
La moartea lui Edgar în 1107, el a fost succesorul tronului scoțian, iar în conformitate cu instrucțiunile lui Edgar, fratelui lor, David, i s-a acordat o feudă în sudul Scoției. Edgar i-a acordat lui David terenurile fostului regat al Strathclyde sau Cumbria, iar acest lucru a fost acceptat de Alexandru și de către cumnatul lor, regele Henric I al Angliei. În 1113, probabil la instigarea lui Henric și cu sprijinul aliaților săi anglo-saxoni, David a cerut și a primit terenuri suplimentare în Lothian, lângă Tweed și Teviot. David nu a primit titlul de rege ci de prinț de Cumbrian, iar pământurile sale au rămas sub autoritatea lui Alexandru.
Alexandru a avut un copil nelegitim, Mael Coluim mac Alaxandair, care a fost implicat mai târziu într-o revoltă împotriva lui Dadiv I, în 1130. El a fost încarcerat la Roxburgh timp de mulți ani, probabil până la moartea sa, în 1157.
Alexandru a fost, la fel ca și frații săi Edgar și David, un rege pios. El a fost responsabil pentru mai multe contrucții la Scone și Inchcolm. Capelanul mamei sale, Thugot, a fost numit episcop de Saint Andrews în 1107, probabil la ordinul lui Alexandru.
În ciuda spiritului său religios, Alexandru nu a rămas în istorie ca un om pașnic. Alexandru a murit în aprilie 1124 la curtea sa din Stirling. Fratele său, David, l-a urmat la tron.